# Michał Jeliński

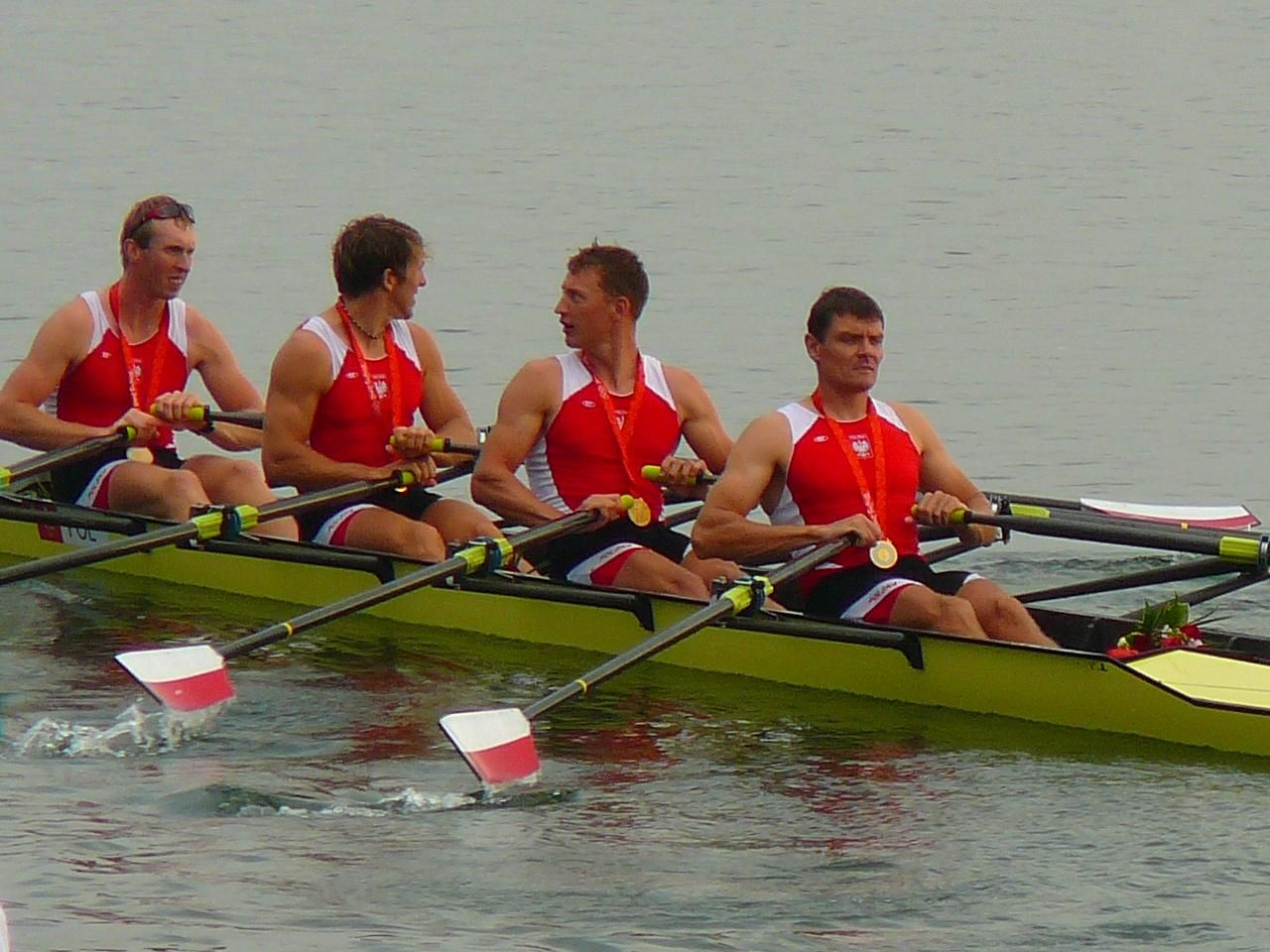
Pequim 2008. Quarteto polonês conquistou a medalha de ouro (Wasielewski, Kolbowicz, Jeliński e Korol)

Michał Jeliński (Gorzów Wielkopolski, 17 de março de 1980) é um remador polonês, campeão olímpico.

## Carreira

### Pequim 2008
Jeliński competiu no skiff quádruplo, ele conquistou a medalha de ouro com Marek Kolbowicz, Adam Korol e Konrad Wasielewski.